# Блезон Гоје
Блезон Гоје (фр. Blaison-Gohier) насеље је и општина у западној Француској у региону Лоара, у департману Мен и Лоара која припада префектури Анже.
По подацима из 2011. године у општини је живело 1.080 становника, а густина насељености је износила 50,35 становника/km². Општина се простире на површини од 21,45 km². Налази се на средњој надморској висини од 35 метара (максималној 91 m, а минималној 18 m).

## Демографија
| 1962. | 1968. | 1975. | 1982. | 1990. | 1999. | 2011. |
| ----- | ----- | ----- | ----- | ----- | ----- | ----- |
| 608   | 690   | 658   | 800   | 863   | 951   | 1.080 |

График промене броја становника у току последњих година